# Frank Hartmann (Medienwissenschaftler)
Frank Hartmann (* 24. September 1959 in Bregenz; † 27. Juli 2019 in Wien) war ein österreichischer Medienphilosoph. Er lehrte Medien- und Kommunikationstheorie an der Universität Wien und seit 2009 als Professor an der Bauhaus-Universität Weimar.

## Leben
Frank Hartmann studierte Kunstgeschichte, Soziologie, Kommunikationswissenschaft und Philosophie an der Universität Wien, promovierte 1987 in Philosophie mit einer Arbeit über Max Horkheimer und war anschließend als Universitätslektor für Medienphilosophie am Institut für Publizistik- und Kommunikationswissenschaft der Universität Wien tätig. Daneben war er tätig als PR- und Medienberater, Publizist und Wissenschaftsautor. 1992–1999 war Hartmann geschäftsführender Generalsekretär des Forums Sozialforschung Wien, einem Verband von außeruniversitären Forschungsinstituten.
Im Jahr 2000 habilitierte er sich für Medien- und Kommunikationstheorie an der Universität Wien. Es folgten Lehrtätigkeiten am Institut für Publizistik- und Kommunikationswissenschaft in Wien, an der Donau-Universität Krems, an der Universität Salzburg, an der Akademie der Bildenden Künste Wien und im Studiengang MultiMediaArt der Fachhochschule Salzburg. 2007 war er Gastprofessor an der philosophischen Fakultät der Universität Erfurt, 2008 an der Bauhaus-Universität Weimar.
2009 wurde Hartmann als Professor für Theorie und Geschichte der visuellen Kommunikation an die Bauhaus-Universität Weimar berufen. 2011 bis 2014 war Hartmann Dekan der Fakultät für Gestaltung, ab 2015 Senator der Universität.
Hartmann starb im Juli 2019 im Alter von 59 Jahren. Er wurde auf dem Ostfriedhof in Lauterach bestattet.

## Schriften
- Max Horkheimers materialistischer Skeptizismus. Frühe Motive der kritischen Theorie (= Campus Forschung. 645). Campus, Frankfurt am Main u. a. 1990, ISBN 3-593-34274-X.
- Denker Denken Geschichte: Erkundungen zu Philosophie und Nationalsozialismus. Passagen, Wien 1994, ISBN 3-85165-097-2.
- Cyber.Philosophy. Medientheoretische Auslotungen. Passagen, Wien 1996, ISBN 3-85165-228-2.
- Medienphilosophie (= UTB. 2112). WUV, Wien 2000, ISBN 3-85114-468-6.
- mit Erwin K. Bauer: Bildersprache. Otto Neurath. Visualisierungen. WUV, Wien 2002, ISBN 3-85114-704-9 (2., erw. und durchges. Aufl. ebenda 2006, ISBN 3-7089-0000-6).
- Mediologie. Ansätze einer Medientheorie der Kulturwissenschaften. WUV, Wien 2003, ISBN 3-85114-801-0.
- Globale Medienkultur. Technik, Geschichte, Theorien (= UTB. 2723). WUV, Wien 2006, ISBN 3-8252-2723-5.
- Multimedia (= UTB. 3033). Facultas.wuv, Wien 2008, ISBN 978-3-8252-3033-3.
- Medien und Kommunikation (= UTB. 3014). Facultas.wuv, Wien 2008, ISBN 978-3-8252-3014-2.
- als Herausgeber: Michael Buckland: Vom Mikrofilm zur Wissensmaschine – Emanuel Goldberg zwischen Medientechnik und Politik. Biografie (= Forschung visuelle Kultur. 1). Aus dem Englischen von Gernot Rieder. Avinus, Berlin 2010, ISBN 978-3-86938-015-5.
- als Herausgeber: Vom Buch zur Datenbank. Paul Otlets Utopie der Wissensvisualisierung (= Forschung visuelle Kultur. 2). Avinus, Berlin 2012, ISBN 978-3-86938-025-4.
- als Herausgeber mit Lorenz Engell und Christiane Voss: Körper des Denkens. Neue Positionen der Medienphilosophie (= Schriften des Internationalen Kollegs für Kulturtechnikforschung und Medienphilosophie. 17). Wilhelm Fink u. a., München u. a. 2013, ISBN 978-3-7705-5529-1.
- als Herausgeber mit Pierre Stephani (geb. Kramann-Musculus) und Konstantin Wolf: „Please show me how to do Bauhaus!“ Fakultät für Kunst & Gestaltung Weimar (= Jahrbuch der Fakultät Gestaltung. 2015). VDG, Weimar 2015, ISBN 978-3-95773-185-2.
- als Herausgeber: Sachbild und Gesellschaftstechnik. Otto Neurath (= Forschung visuelle Kultur. 3). Avinus, Hamburg 2015, ISBN 978-3-86938-056-8.
- Cultura mediática. En la era de la digitalización. Bauhaus-Universitätsverlag, Kromsdorf u. a. 2017, ISBN 978-3-95773-228-6.
- als Herausgeber: Wilhelm Ostwald. Farbenlehre, Formenlehre. Eine kritische Rekonstruktion (= Forschung visuelle Kultur. 4). Avinus, Hamburg 2017, ISBN 978-3-86938-090-2.
- Medienmoderne. Philosophie und Ästhetik. Springer, Wiesbaden 2018, ISBN 978-3-658-18847-4.